# Chief Butler of England
Der Chief Butler of England (englisch), auch lateinisch Pincera Regis, ist ein Amt der Grand Sergeanty, welches mit dem feudalen Herrenhaus von Kenninghall in Norfolk verbunden ist. Aufgabe des Amtes ist es, den britischen Monarchen bei der Krönung zu bedienen.
Das Herrenhaus von Kenninghall wurde von König Heinrich I. an William de Albini übergeben. Über Erbschaften kam es in den Besitz der Dukes of Norfolk. Diese verkauften es 1872 an John Oddin Taylor of Norwich.
Das letzte Mal wurde ein Krönungsbankett 1902 bei der Krönung von Edward VII. in Betracht gezogen. Wegen einer Krankheit wurde diese Idee aber aufgegeben. Seither beanspruchen drei Personen beim Court of Claims das Amt des Chief Butler. Der Duke of Norfolk, Taylor of Kenninghall und ein Nachkomme von William de Albini. Bisher wurden die Ansprüche nicht geprüft und keine Entscheidung getroffen.

## List of Chief Butlers
Seit 1902 wurde vom Court of Claims nicht mehr festgelegt wer Chief Butler ist.
- Roger d'Ivry (c.1068–1079)
- Roger Perceval (1079–1087)
- William d’Aubigny, 1. Earl of Arundel (1120–1176)
- William d’Aubigny, 2. Earl of Arundel, (1176–1193)
- William d’Aubigny, 3. Earl of Arundel (1193–1221)
- William d’Aubigny, 4. Earl of Arundel (1221–1224)
- Hugh d’Aubigny, 5. Earl of Arundel (1224–1243)
- John FitzAlan, Lord of Arundel (1264–1267)
- Edmund Fitzalan, 9. Earl of Arundel (1285–1326)
- Richard Fitzalan, 10. Earl of Arundel (?1326–?1376)
- Richard Fitzalan, 11. Earl of Arundel (?1376–?1397) (died 1397)
- Gregory Ballard (1396–1399)
- John Payn (1399–1402) Deputy: Hugh Fenn[1]
- (...) (1402–1404)
- Thomas Chaucer (1404–1407) Deputy: Hugh Fenn[1]
- John Tiptoft, 1. Baron Tiptoft (1407)
- Thomas Chaucer (1407–1415) Deputy: Hugh Fenn[1]
- Nicholas Merbury (1415–1421)
- Thomas Chaucer (1421–1434)
- John Tiptoft, 1. Baron Tiptoft (1434– )
- Sir Ralph Boteler, 1. Baron Sudeley (1435–1458)[2][3]
- John Talbot, 2. Earl of Shrewsbury (1458–1460)[4]
- Sir John Wenlock, 1. Baron Wenlock (1461–1471)
- John Stafford, 1. Earl of Wiltshire (1471–1473)
- Anthony Woodville, 2. Earl Rivers (1473–1483)
- Francis Lovell, 1. Viscount Lovell (1483–1485)
- William Fitzalan, 9. Earl of Arundel (1485, at Henry VII's coronation)
- Sir John Fortescue the younger (1485–1500)
- Sir Robert Southwell (1505–1513)
- Sir John Hussey, 1. Baron Hussey of Sleaford (1521–1537)
- Sir William St Loe (unter Elisabeth I.)
- Sir Nicholas Throckmorton (1564–1571)
- George FitzRoy, 1. Duke of Northumberland (1713–1716)
- Charles FitzRoy, 2. Duke of Cleveland (1716–1730)
- William FitzRoy, 3. Duke of Cleveland (1730–1774)
- Henry Howard, 13. Duke of Norfolk (?–1856)
- Henry Fitzalan-Howard, 14. Duke of Norfolk (1856–1860)
- Henry Fitzalan-Howard, 15. Duke of Norfolk (umstritten, 1860–1917)
- Bernard Fitzalan-Howard, 16. Duke of Norfolk (umstritten, 1917–1975)
- Miles Fitzalan-Howard, 17. Duke of Norfolk (umstritten, 1975–2002)
- Edward Fitzalan-Howard, 18. Duke of Norfolk (umstritten, seit 2002)